# تترای خونین‌دل
تترای خونین‌دل (نام علمی: Hyphessobrycon erythrostigma)، یک ماهی گرمسیری آب شیرین از خانواده کاراسینان‌ها و بومی حوزه رودخانه آمازون بالایی است. اندازه آن به ۶۴ میلی‌متر می‌رسد و حدود پنج سال عمر می‌کند.

## رابطه جنسی
ماده پرتر است و نر باله پشتی بزرگ‌تری دارد، در حالی که نر با باله‌های پشتی و مقعدی کشیده‌تر مشخص می‌شود. باله پشتی به شکل داسی دراز است که تا طول قاعده دم قوس دارد. ماده باله گرد کوتاه‌تری دارد.

## پرورش در اسارت
این ماهی تخم‌گذار با موفقیت و به سختی در اسارت پرورش داده شده است.

## ویژگی‌ها
باله پشتی نرها می‌تواند بلند و مواج شود. هر دو جنس نر و ماده دارای نقطه‌ای چشم‌نواز به رنگ قرمز خونی در ناحیه سینه هستند که دلیل نامگذاری این گونه نیز است. هر دو جنس دارای لکه سیاه و سفید روی باله پشتی هستند.

## مراقبت از آکواریوم
نگهداری حداقل یک گله ۶ تای از این ماهی در یک مخزن ۱۵ گالنی (۶۰ لیتری) ایده‌آل است، اما یک مخزن بزرگتر (ترجیحا ۳۰ گالنی) و تعداد ماهی‌های بیشتر توصیه می‌شود؛ چراکه این ماهی زندگی در گروه را ترجیح می‌دهد.